# Michael Boatman
Michael Patrick Boatman (Colorado Springs, 25 ottobre 1964) è un attore statunitense.

## Biografia
Nato e cresciuto a Colorado Springs, Michael Boatman ha studiato alla Western Illinois University e nel 1986 si è trasferito a Chicago per studiare recitazione con Jane Brody.
Da allora ha recitato in numerose serie televisive, affermandosi grazie ai ruoki di Carter Heywood in Spin City, Samuel Beckett in China Beach, Stanley Babson in Arli$$ e Julius Cain in The Good Wife e The Good Fight. Inoltre ha pubblicato diversi romanzi e antologie di racconti dell'orrore.
È sposato con Myrna Forney dal 1992 e la coppia ha avuto quattro figli.

## Filmografia parziale

### Cinema
- Hamburger Hill: collina 937 (Hamburger Hill), regia di John Irvin (1987)
- Vivere in fuga (Running on Empty), regia di Sidney Lumet (1988)
- The Peacemaker, regia di Mimi Leder (1997)
- Ricomincio da me (Second Act), regia di Peter Segal (2018)

### Televisione
- China Beach – serie TV, 46 episodi (1988-1991)
- In viaggio nel tempo (Quantum Leap) – serie TV, 1 episodio (1992)
- Living Single – serie TV, 1 episodio (1995)
- Spin City – serie TV, 145 episodi (1996-2002)
- Arli$$ – serie TV, 32 episodi (1996-2002)
- Law & Order - I due volti della giustizia (Law & Order) – serie TV, 2 episodi (2003-2007)
- Law & Order - Unità vittime speciali (Law & Order: Special Victims Unit) – serie TV, 7 episodi (2003-2011)
- Perfetti... ma non troppo (Less Than Perfect) – serie TV, 2 episodi (2003)
- CSI: Miami – serie TV, 1 episodio (2004)
- Prima o poi divorzio! (Yes, Dear) – serie TV, 1 episodio (2004)
- Scrubs - Medici ai primi ferri (Scrubs) – serie TV, 1 episodio (2005)
- Huff – serie TV, 1 episodio (2006)
- Grey's Anatomy - serie TV, episodio 3x19 (2007)
- Hannah Montana – serie TV, 1 episodio (2008)
- Criminal Minds – serie TV, 1 episodio (2009)
- Warehouse 13 – serie TV, 1 episodio (2009)
- The Good Wife – serie TV, 18 episodi (2009-2015)
- White Collar – serie TV, 1 episodio (2010)
- Gossip Girl – serie TV, 8 episodi (2011)
- Anger Management – serie TV, 34 episodi (2012-2014)
- Mamma in un istante (Instant Mom) – serie TV, 65 episodi (2013-2015)
- Madam Secretary – serie TV, 6 episodi (2016-2017)
- The Good Fight – serie TV, 40 episodi (2017-2021)

## Doppiatori italiani
Nelle versioni in italiano delle opere in cui ha recitato, Michael Boatman è stato doppiato da:
- Pino Ammendola in Hamburger Hill: collina 937, China Beach
- Fabrizio Vidale in Law & Order - Unità vittime speciali (ep. 6x03), Gossip Girl
- Massimo Bitossi in Law & Order - Unità vittime speciali (ep. 12x05), CSI: Miami
- Roberto Certomà in Spin City
- Angelo Maggi in Law & Order - Unità vittime speciali (ep. 5x08)
- Alberto Angrisano in Law & Order - Unità vittime speciali (ep. 5x15)
- Enrico Di Troia in Law & Order - Unità vittime speciali (ep. 5x21)
- Giorgio Locuratolo in Law & Order - Unità vittime speciali (ep. 7x16)
- Andrea Lavagnino in Law & Order - Unità vittime speciali (ep. 12x19)
- Francesco Prando in Perfetti... ma non troppo
- Franco Mannella in Grey's Anatomy
- Stefano Mondini in Scrubs - Medici ai primi ferri
- Massimo Rossi in Criminal Minds
- Sergio Lucchetti in Warehouse 13
- Alessandro Ballico in The Good Wife
- Simone Mori in White Collar
- Fabrizio Odetto in Anger Management
- Claudio Moneta in Mamma in un istante
- Stefano Alessandroni in The Good Fight